# バカ式
『フジオプロ作品集 長谷邦夫＊盗作全集 バカ式』は、曙出版から1970年に刊行された長谷邦夫とフジオ・プロによる日本の漫画作品集。日本におけるパロディ漫画の草分けとされる。姉妹作に『アホ式』『マヌケ式』（ともに曙出版）がある。
キャッチコピーは「狂気の現実を浅くえぐったマンガ!!」「漫画芸術へのデタラメな挑戦!! 怪匠・長谷邦夫が世に問わない問題作!」「幻想とロマンと詩とナンセンスと怪奇と通俗と物真似の極致に挑んで見事に失敗した異色のマンガ集なのだ!! 70年代のトップを行かぬマンガ・ジャック長谷の怪作をみよ」

## 概要
『COM』（虫プロ商事）1969年4月号から同年12月号まで連載された『長谷邦夫パロディ劇場』および同誌に1970年1月号から同年9月号まで連載された『盗作世界名作全集』の一部を単行本化したもの。表題作の『バカ式』は、つげ義春の『ねじ式』と赤塚不二夫の『天才バカボン』を掛け合わせたパロディ作品で、長谷の代表作とされる。
長谷曰く「パロディでお許しを願うなどは、ぼくの美学には御座いません」とのことで、原則パロディ元の作者には一切の許可を取っていない。

## 収録作品
バカ式
ねじ式（つげ義春）×天才バカボン（赤塚不二夫）※つげ義悪名義
ゲゲゲの星
巨人の星（川崎のぼる）×ゲゲゲの鬼太郎（水木しげる）※原作・火事原一鬼／まんが・水木のぼるとフジオプロ名義
椎名町奇譚
寺島町奇譚（滝田ゆう）※長谷邦夫とフジオ・プロ名義
フーテン老人日記
永島慎二×東海林さだお×永井豪
おそろち
おろち（楳図かずお）※楳図まずお名義
かかば斬るド
砂川しげひさ×小島剛夕 ※砂川はげしさ名義
ルパン二世
ルパン三世（モンキー・パンチ）×ジュン（石森章太郎）※モンキー・ピンチ名義
盗作版 色ゲバ
銭ゲバ（ジョージ秋山）×ヤスジのメッタメタガキ道講座（谷岡ヤスジ）※長谷邦夫とフジオ・プロ名義
ゴリラ13シリーズ 寒い国からトンズラこいたスパイ
ゴルゴ13（さいとうたかを）※制作スタッフ －構成－ながたにくにを －脚本－ナガタニクニオ －構図－長谷邦夫 －作画－園山俊二／さいとうたかを －作画－クニオナガターニとフジオプロ －けしゴムかけ－赤塚不二夫 （本誌担当）宮川義道名義
ライク ア エロチック コミック ストリップ
ライク ア ローリング ストーン（宮谷一彦）※KUNIO NAGATANIとHIS PARTNERS名義
白鯨（盗作世界名作全集 巻の1）
黒猫（盗作世界名作全集 巻の2）
三銃士（盗作世界名作全集 巻の3）
変身（盗作世界名作全集 巻の4）
ライ麦畑でつかまえて（盗作世界名作全集 巻の6）
野坂昭如調大乱交S・F漫画／骨噛峠ニャロメ葛

## 書評
- 赤塚不二夫とフジオ・プロ - 全くひどい作品がかかれたものです。これがフジオ・プロから出たのだと思うと、日本のマンガもオシャマイです[1]。
- 曙出版編集部 - 『朝日ジャーナル』が、ついに黙殺した世紀の駄作・乱作集。絶対この本を買え！[1]

## 書誌情報
曙出版刊
初版発行：1970年9月25日（絶版）